# Будемо знайомі
«Будемо знайомі» — радянський комедійний художній фільм з трьох новел 1977 року, знятий режисерами Тамазом Гомелаурі і Бідзіною Чхеїдзе на кіностудії «Грузія-фільм».

## Сюжет
Фільм складається з трьох новел: «Гонки», «Заправник» та «Ящики».

## У ролях
- Бідзіна Чхеїдзе — головна роль
- Теїмураз Алексішвілі — головна роль
- Серго Арутінов — головна роль
- Язон Бакрадзе — головна роль
- Аміран Бежашвілі — роль другого плану
- Нана Владимирашвілі — роль другого плану
- Фелікс Висоцький — роль другого плану
- Манана Гагулашвілі — роль другого плану
- Автандил Гендзехадзе — роль другого плану
- Кеті Долідзе — роль другого плану
- Нодар Жванія — роль другого плану
- Отар Зауташвілі — роль другого плану
- Резо Імнаїшвілі — роль другого плану
- Зураб Кіпшидзе — роль другого плану
- Малхаз Курцхалія — роль другого плану
- Сімон Мачабелі — роль другого плану
- Тамаз Мачабелі — роль другого плану
- Руслан Мікаберідзе — роль другого плану
- Михайло Нанейшвілі — роль другого плану
- Михайло Попхадзе — роль другого плану
- Лео Сохашвілі — роль другого плану
- Іване Табагарі — роль другого плану
- Іпполіт Хвічія — роль другого плану
- Михайло Херхеулідзе — роль другого плану
- Нінель Чанкветадзе — роль другого плану
- Реваз Чархалашвілі — роль другого плану
- Василь Чхаїдзе — роль другого плану
- Василь Шавгулідзе — роль другого плану
- Нуну Шавгулідзе — роль другого плану
- К. Давладзе — роль другого плану
- Р. Пеїкрішвілі — роль другого плану
- А. Сісаурі — роль другого плану
- М. Схіртладзе — роль другого плану
- М. Чикобава — роль другого плану
- К. Чітадзе — роль другого плану
- Гіві Чічінадзе — роль другого плану
- Тамара Тваліашвілі — пасажирка в автобусі
- Володимир Читішвілі — пасажир в автобусі

## Знімальна група
- Режисери — Тамаз Гомелаурі, Бідзіна Чхеїдзе
- Сценаристи — Михайло Кобахідзе, Віталій Фетисов, Бідзіна Чхеїдзе
- Оператори — Фелікс Висоцький, Заза Гудавадзе, Михайло Мєдніков
- Композитори — Гія Канчелі, Олег Каравайчук
- Художники — Шота Гоголашвілі, Каха Корідзе, Михайло Мєдніков